# Bermuda op de Olympische Zomerspelen 2012
Bermuda nam deel aan de Olympische Zomerspelen 2012 in Londen, Verenigd Koninkrijk.

## Deelnemers en resultaten
(m) = mannen, (v) = vrouwen 

### Atletiek
| Olympiër     | Onderdeel       | Resultaat | Prestatie                                                  |
| ------------ | --------------- | --------- | ---------------------------------------------------------- |
| Tyrone Smith | verspringen (m) | 12e       | kwalificatie groep B: 7e met 7,97 m finale: 12e met 7,70 m |
|              |                 |           |                                                            |
| Arantxa King | verspringen (v) | 13e       | kwalificatie groep B: 6e met 6,40 m                        |

### Paardensport
| Olympiër         | Onderdeel      | Resultaat      | Prestatie                                                                   |
| Springconcours   | Springconcours | Springconcours | Springconcours                                                              |
| ---------------- | -------------- | -------------- | --------------------------------------------------------------------------- |
| Jillian Terceira | individueel    | 47e            | kwalificatie: 1e ronde: 33e met 1 strafpunt 2e ronde: 46e met 8 strafpunten |

### Triatlon
| Olympiër          | Onderdeel | Resultaat | Prestatie |
| ----------------- | --------- | --------- | --------- |
| Tyler Butterfield | mannen    | 34e       | 1:50.32   |
|                   |           |           |           |
| Flora Duffy       | vrouwen   | 45e       | 2:08.54   |

### Zeilen
| Olympiër                       | Onderdeel | Resultaat | Prestatie                                                  |
| ------------------------------ | --------- | --------- | ---------------------------------------------------------- |
| Jesse Kirkland Zander Kirkland | 49er      | 19e       | 204 punten (21*-19-18-21*-21*-12-6-21*-6-10-12-19-2-19-18) |

* 21 punten = niet gefinisht

### Zwemmen
| Olympiër        | Onderdeel          | Resultaat | Prestatie            |
| --------------- | ------------------ | --------- | -------------------- |
| Roy-Allan Burch | 50m vrije slag (m) | 24e       | serie 4: 1e in 22,47 |

Afghanistan · Albanië · Algerije · Amerikaanse Maagdeneilanden · Amerikaans-Samoa · Andorra · Angola · Antigua en Barbuda · Argentinië · Armenië · Aruba · Australië · Azerbeidzjan · Bahama's · Bahrein · Bangladesh · Barbados · België · Belize · Benin · Bermuda · Bhutan · Bolivia · Bosnië en Herzegovina · Botswana · Brazilië · Britse Maagdeneilanden · Brunei · Bulgarije · Burkina Faso · Burundi · Cambodja · Canada · Centraal-Afrikaanse Republiek · Chili · China · Chinees Taipei · Colombia · Comoren · Congo-Brazzaville · Congo-Kinshasa · Cookeilanden · Costa Rica · Cuba · Cyprus · Denemarken · Djibouti · Dominica · Dominicaanse Republiek · Duitsland · Ecuador · Egypte · El Salvador · Equatoriaal-Guinea · Eritrea · Estland · Ethiopië · Fiji · Filipijnen · Finland · Frankrijk · Gabon · Gambia · Georgië · Ghana · Grenada · Griekenland · Groot-Brittannië · Guam · Guatemala · Guinee · Guinee‑Bissau · Guyana · Haïti · Honduras · Hongarije · Hongkong · Ierland · IJsland · India · Indonesië · Irak · Iran · Israël · Italië · Ivoorkust · Jamaica · Japan · Jemen · Jordanië · Kaaimaneilanden · Kaapverdië · Kameroen · Kazachstan · Kenia · Kirgizië · Kiribati · Koeweit · Kroatië · Laos · Lesotho · Letland · Libanon · Liberia · Libië · Liechtenstein · Litouwen · Luxemburg · Macedonië · Madagaskar · Malawi · Maldiven · Maleisië · Mali · Malta · Marshalleilanden · Marokko · Mauritanië · Mauritius · Mexico · Micronesië · Moldavië · Monaco · Mongolië · Montenegro · Mozambique · Myanmar · Namibië · Nauru · Nederland · Nepal · Nicaragua · Nieuw-Zeeland · Niger · Nigeria · Noord-Korea · Noorwegen · Oeganda · Oekraïne · Oezbekistan · Oman · Oostenrijk · Oost-Timor · Pakistan · Palau · Palestina · Panama · Papoea-Nieuw-Guinea · Paraguay · Peru · Polen · Portugal · Puerto Rico · Qatar · Roemenië · Rusland · Rwanda · Saint Kitts en Nevis · Saint Lucia · Saint Vincent en Grenadines · Salomonseilanden · Samoa · San Marino · Sao Tomé en Principe · Saoedi-Arabië · Senegal · Servië · Seychellen · Sierra Leone · Singapore · Slovenië · Slowakije · Soedan · Somalië · Spanje · Sri Lanka · Suriname · Swaziland · Syrië · Tadzjikistan · Tanzania · Thailand · Togo · Tonga · Trinidad en Tobago · Tsjaad · Tsjechië · Tunesië · Turkije · Turkmenistan · Tuvalu · Uruguay · Vanuatu · Venezuela · Verenigde Arabische Emiraten · Verenigde Staten · Vietnam · Wit-Rusland · Zambia · Zimbabwe · Zuid-Afrika · Zuid-Korea · Zweden · Zwitserland · Onafhankelijke atleten